# Happiness (film 1917)
Happiness è un film muto del 1917 diretto, con la supervisione di Thomas H. Ince, da Reginald Barker.

## Produzione
Il film fu prodotto dalla Kay-Bee Pictures e dalla New York Motion Picture.

## Distribuzione
Distribuito dalla Triangle Distributing, il film uscì nelle sale cinematografiche degli Stati Uniti il 13 maggio 1917.
Copia della pellicola viene conservata negli archivi della Library of Congress.